# Albert Ouédraogo
Albert Ouédraogo (Dori, Provincia de Séno, 6 de abril de 1969) es un estadista burkinés. Fue Primer Ministro de la Transición de Burkina Faso de marzo a septiembre de 2022.

## Biografía
Albert Ouédraogo nació en Dori en la región del Sahel. Realizó parte de sus estudios en la escuela militar de Kadiogo. Continuó sus estudios en la Universidad de Uagadugú pero fue excluido de ella en la década de 1990 por ser uno de los líderes de una huelga estudiantil organizada por la Asociación de Estudiantes de Burkina Faso. Tiene un doctorado en ciencia de gestión.
Ha impartido clases en varias universidades públicas y privadas de Burkina Faso. En particular, enseña contabilidad en la Universidad de Uagadugú así como en la  universidad privada Aube Nouvelle.  También asesora a empresas en aspectos económicos y de gestión.

### Primer ministro
Fue nombrado Primer Ministro de Transición por el presidente de Transición Paul-Henri Sandaogo Damiba el 3 de marzo de 2022. Ouédraogo se consideraba próximo a Pierre Claver Damiba, presidente del Banco de Desarrollo de África Occidental entre 1975 y 1981 y tío del presidente Paul-Henri Sandaogo Damiba.
Fue relevado de su cargo tras el golpe de Estado en Burkina Faso de septiembre de 2022.